# Abbey Pumping Station

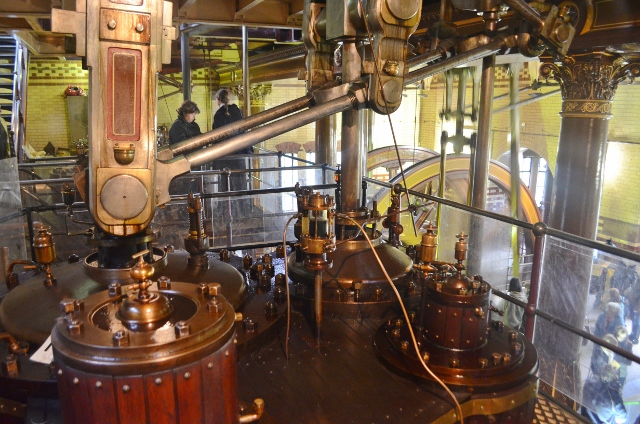
Abbey Pumping Station - Cylindry przepompowni

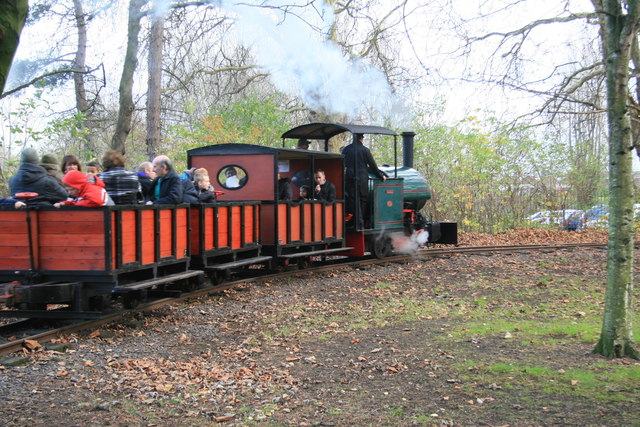
Abbey Pumping Station - kolejka wąskotorowa

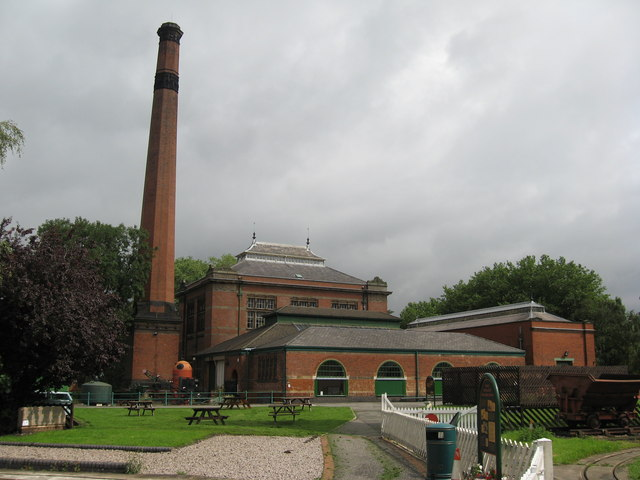
Abbey Pumping Station - budynek wiktoriański

Abbey Pumping Station – muzeum Nauki i Techniki przemysłu technologicznego, oczyszczalnia ścieków wodnych w mieście Leicester w Anglii otwarta w 1891 roku w budynku wiktoriańskim w północnej dzielnicy Beaumont Leys, zamknięta w 1964 r.
W Abbey Pumping Station znajduje się również krótka kolejka wąskotorowa obok przepompowni. Przejazdy kolejką odbywają się w wybrane dni dwa razy w miesiącu.
Muzeum czynne w okresie letnim od lutego do października. Obok Abbey Pumping Station znajduje się Narodowe Centrum Kosmiczne.